# 巴哈伊信仰与教育
教育在巴哈伊信仰中具有相当的重要性。在巴哈伊宗教经典中，普及义务教育与上帝唯一、人类一体等基本教义一样，被认为是一项普世的准则。
巴哈伊信仰的创立者，巴哈欧拉写道：
“人就好比富矿，隐含无价珍宝。唯教育能掘而显之，使人类从中获益。” （页面存档备份，存于）
除了艺术、科学、贸易与专业性的教育，巴哈伊重视道德教育和灵性教育。巴哈伊认为教育对国家和社会发展至关重要。因为从事对人类有意的工作是每个巴哈伊信徒的义务，而教育则意味着他们对从事这些工作所做的准备。

## 目的
普及义务教育的一个目的在巴哈伊的短篇必诵祷文中即有所体现，其中指出上帝创造人类的首要原因是让我们每个人都认识并爱他。显然，教育的目的之一就是促进这一过程。但宗教教育无论多么重要，都不应导致分裂和冲突。 巴哈欧拉就此写道：
“学校须首先向学童教授宗教信仰原则，以使上帝经书里记载的诺言和告诫能防止他们行违禁之举，用诫律之披风装饰他们；但这样做需适度，不可因造成无知盲从与偏执而伤害儿童。” （页面存档备份，存于）
这项原则在巴哈伊的社会福利项目与儿童班中尤其得到了体现。巴哈欧拉的指定继承人阿博都巴哈关于教育对社会与国家的发展曾经写道：:
“最根本和最迫切的需要是促进教育。如果这至为重要和基本的方面得不到推进，一个国家要 想取得繁荣兴旺是不可想象的。民族衰弱和堕落的根本原因是愚昧无知。当今，人民大众对平常之事都一知半解，遑论要他们领会现时代重大问题的实质和复杂需求了。”  （页面存档备份，存于）

## 教育的类型

### 道德教育与灵性教育
除了艺术、科学、贸易与专业性的教育，巴哈伊重视道德教育和灵性教育。阿博都巴哈曾经写道：
“培养良好的道德行为远比学习书本上的知识更为重要。一个洁净、讨人喜欢、品格良好、行为端 正的儿童，即使他没有学识，也胜于一个粗鲁、肮脏、品性不良却精通各门科学艺术的儿童。其原因在于品行端正的儿童，即使没有学识，却对他人有益；而品性不良、行为不端的儿童，即使有知识，对他人会有害无益。然而，如果把儿童培养成既有学识又品德良好的人，其结果则是锦上添花。” （页面存档备份，存于）
给予儿童适当的教育，是巴哈伊信仰文献中特别强调的事。如在巴哈伊社区中普遍存在的儿童班，于2001年被世界正义院认定为四个核心活动之一。
一位巴哈伊信徒著有一本名为《家庭美德指南》的书，此书致力于提升儿童的灵性教育。书中跨宗教背景的内容为其带来超过十万本的销量及知名度，且作者因此被奥普拉·温弗里秀所邀请接受其访问。

### 贸易和职业教育
所有的巴哈伊都有义务从事对人类有益的工作。巴哈伊教育的一个主要目标是使大家为此做好准备。
贸易和专业技能当然不是教育唯一的目的，甚至不一定是相对重要的目的。但是另一方面，巴哈伊教徒也被警告说不要过度注重只是“文字游戏”的内容：
“当代有识之士必须引导人们去学习有用的知识，这样，有识之士自身和人类大众皆能从中受 益。那些仅限于空谈的学术追求，永远不会有任何价值。波斯的大多数博学之士将其毕生精力投入到 哲学研究中，最终也只是空谈而已。” （页面存档备份，存于）

### 语言教育
巴哈伊斯希望世界各国政府有有朝一日共同选择一种国际辅助语言用于全球交流。世界各地的学校将教导这一语言及母语。
“政府官员们应当召开会议，从现存的语言中选择一种或新造一种语言，让全世界的儿童在学校里学习。” （页面存档备份，存于）
巴哈欧拉认为花很多年学习多种语言并不必要。但是当国际辅助语言被确定后，各种有用的知识将被翻译成那种语言以备大家学习。

### 其他主题的教育
巴哈伊并不致力于列举一份完美的课程表，但其宗教经典列举过多项有用的课程。
接获你请教他（守基·阿芬第）有关巴哈伊教程的详情；目前尚无巴哈伊课程之类，亦无用于这类课程的专用巴哈伊出版物，因为巴哈欧拉和阿博都巴哈没有提出明确而具体的教育方法，而只是规定了若干基本原则，阐明了许多教育观念。教育专家们应该在它们的指引下，努力编写出完 全符合巴哈伊教义精神的完备课程和教材，以满足现时代的需求。
这些基本原则均在圣道的经文里得到阐述，应该对它们仔细地加以研读，将之逐渐编入各类院校的课程之中。然而，编制系列课程并在整个巴哈伊界施行，须得到圣道的官方许可，而这一编制任务对目前的巴哈伊来说也显然难以承担，必须由将来的巴哈伊学者和教育专家循序渐进地完成。 （页面存档备份，存于）
巴哈伊宗教经典不同程度地提到数学，科学，技术，商业，工业，文科和宗教是适合纳入课程表的学科。

## 巴哈伊教育的实践
目前的四项巴哈伊核心活动中，儿童班与被称为学习小组的一些列课程在全球巴哈伊中普遍存在。

### 儒禧课程
巴哈伊社区中最流行的一个系列课程被称为“儒禧”（意为灵性）。这套课程发源自哥伦比亚，现在共包括七组连续的课程，涵盖巴哈伊的祈祷、教育、历史等主题。
这七组课程依序是：
- 第一册：点亮心灯
- 第二册：挺身服务
- 第三册：启迪童心
- 第四册：显圣双璧
- 第五册：激扬朝华
- 第六册：传扬圣道
- 第七册：携程共勉

### 灵曦堂
灵曦堂是巴哈欧拉在其著作中提及的机构。完整的灵曦堂包括祈祷场所，医院、大学、休养院和其他人道及教育机构。灵曦堂将称为未来巴哈伊社会的城市中心。

### 社会与经济发展
全球一些相对成熟的巴哈伊社区参与了社会与经济发展（SED）项目。项目的具体内容根据各地的需要而不同，如对外籍劳工的免费教育、对无家可归者的职业培训或对远离家园的难民的支持。此外，个别巴哈伊也从事改革传统教育的实践。在世界范围内，巴哈伊信徒已经建立了超过300所巴哈伊学校。

## 引用
1. ↑  Educators for Social and Economic Development. . Educators for Social and Economic Development. 2006-12-28  [2006-10-22]. （原始内容存档于2006-10-15）.

- Davis, Nancy A. . . Evanston, IL: National Spiritual Assembly of the Baháʼís of the United States. 2009  [2020-07-04]. （原始内容存档于2020-07-04）.